# مایکلسون (دهانه)
مایکلسون یک دهانه برخوردی در ماه‌ است.

## دهانه‌های اقماری
این دهانه ۴ دهانه اقماری دارد.
| Michelson | عرض جغرافیایی | طول جغرافیایی | قطر          |
| --------- | ------------- | ------------- | ------------ |
| H         | ۴.۶° N        | ۱۱۶.۸° W      | ۳۵.۰ کیلومتر |
| W         | ۷.۵° N        | ۱۲۱.۳° W      | ۲۵.۰ کیلومتر |
| G         | ۵.۷° N        | ۱۱۸.۸° W      | ۲۷.۰ کیلومتر |
| V         | ۸.۰° N        | ۱۲۴.۴° W      | ۲۰.۰ کیلومتر |